# 蛋壳

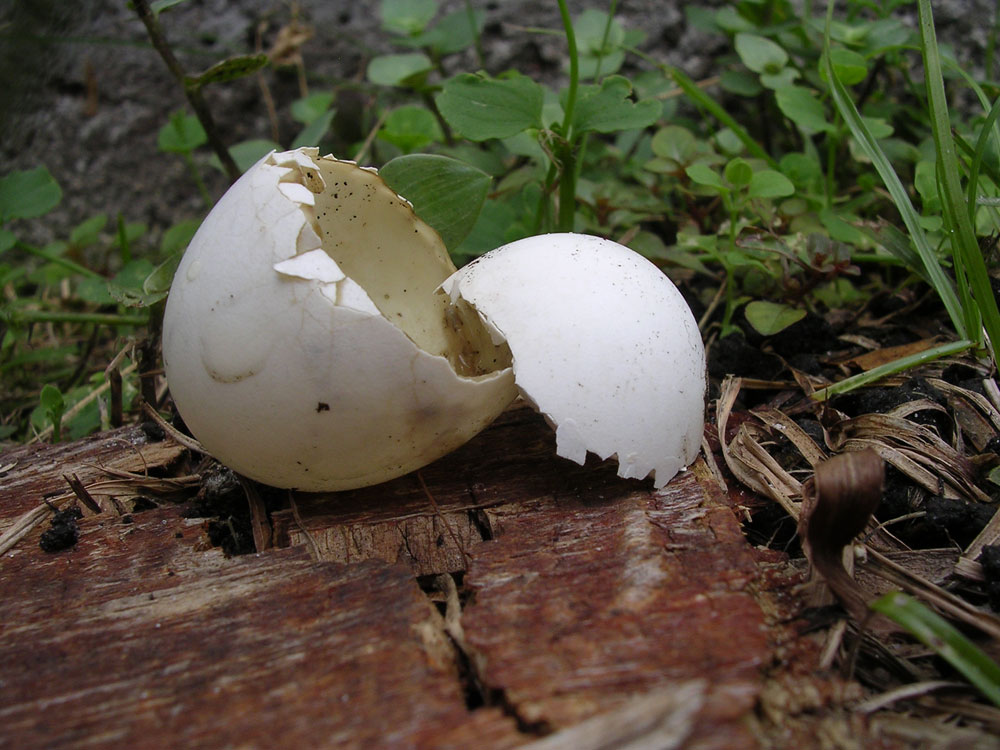
一個被打碎的蛋殼

蛋殼是指蛋外面質地堅硬的外殼，其主要成份是碳酸鈣，主要是用來保護住蛋白與蛋黃。20世纪90年代以来，人们开始重视蛋壳的开发利用，并逐渐应用到各个行业。例如蛋壳可以加工成肥料，用于各种蔬菜、盆栽花木和果树盆景的種植，可使這些植物生长旺盛。